# Sophie von Braunschweig-Wolfenbüttel

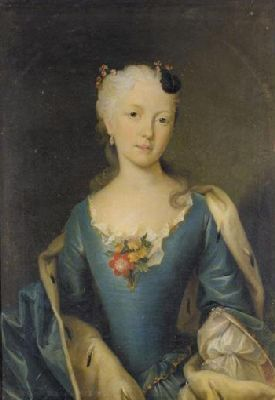
Sophie Antoinette von Braunschweig-Wolfenbüttel, Herzogin von Sachsen-Coburg-Saalfeld

Prinzessin Sophie Antoinette von Braunschweig-Wolfenbüttel-Bevern (* 24. Januar 1724 Wolfenbüttel; † 17. Mai 1802 Coburg) war eine aus dem Geschlecht der Welfen stammende Prinzessin und durch ihre Heirat Herzogin von Sachsen-Coburg-Saalfeld.

## Biografie

### Jugend in Wolfenbüttel
Sophie Antoinette, auch Sophie Antonia, wurde entweder am 13. Januar oder am 24. Januar 1724 geboren. Allgemein geht man jedoch vom 24. Januar als Geburtsdatum aus. Sophie war die Tochter von Ferdinand Albrecht II., Fürst von Braunschweig-Wolfenbüttel-Bevern, und dessen Gemahlin Prinzessin Antoinette Amalie von Braunschweig-Wolfenbüttel. Der Hof des Vaters war sehr bescheiden für die damaligen Verhältnisse, dennoch verbrachte Sophie Antoinette eine glückliche Kindheit auf Schloss Salzdahlum.

### Familie
Sophie Antoinette war über ihre Mutter eine direkte Cousine Zar Peters II. und der Kaiserin Maria Theresia. Durch die Heirat ihrer Schwester Elisabeth war sie eine Schwägerin von König Friedrich II. von Preußen. Durch die Heirat ihrer Schwester Luise Amalie mit August Wilhelm, einem Bruder Friedrichs II., war sie die Tante von Friedrich Wilhelm II.
Da die Prinzessin mit fast jedem regierenden Fürstenhaus in Europa verwandt war, erhielt sie zahlreiche Hochzeitsanträge. Jedoch war Sophie weder hübsch noch äußerlich attraktiv, wodurch viele Anträge zurückgenommen wurden. Durch Kontakte ihres Bruders Carl fand sie einen Heiratskandidaten in Ernst Friedrich von Sachsen-Coburg-Saalfeld. Der gleichaltrige Erbprinz war wie Sophie eine Person mit Nächstenliebe, hatte jedoch keinen Erfolg bei den Frauen, da diese ihn wegen seines Aussehens verspotteten. Ernst war von Sophie entzückt, und beide verlobten sich 1749. Im gleichen Jahr, am 23. April, heirateten die beiden in Coburg. Die Ehe galt als glücklich und Sophie Antoinette gebar sieben Kinder:
- Franz (* 15. Juli 1750 im Schloss Ehrenburg, Coburg; † 9. Dezember 1806 in Coburg), Herzog von Sachsen-Coburg-Saalfeld

⚭ 1. 1776 Prinzessin Sophie von Sachsen-Hildburghausen (1760–1776)
⚭ 2. 1777 Gräfin Auguste Reuß zu Ebersdorf (1757–1831)
- Karl (* 21. November 1751 im Schloss Ehrenburg, Coburg; † 24. September 1757 in Coburg)
- Friederike Juliane (*/† 24. September 1752 in Coburg)
- Caroline Ulrike Amalie (* 19. Oktober 1753 in Coburg; † 1. Oktober 1829 ebenda)
- Ludwig Karl Friedrich (* 2. Januar 1755 Coburg; † 4. Mai 1806 ebenda)
- Ferdinand August Heinrich (* 12. April 1756 in Coburg; † 8. Juli 1758 ebenda)
- Friedrich (*/† 4. März 1758)

Ihre Urenkel sind: Albert von Sachsen-Coburg und Gotha, Victoria von Großbritannien, Ferdinand II. von Portugal, Charlotte von Belgien und Leopold II. von Belgien. Sie war zudem die Großmutter von Leopold I. von Belgien.
Sophie starb zwei Jahre nach Ernst in Coburg.

### Herzogin von Sachsen-Coburg-Saalfeld
Ernst Friedrich folgte seinem Vater 1764 als Herzog von Sachsen-Coburg-Saalfeld, der beträchtliche Schulden hinterlassen hatte, und verlegte die Residenz endgültig nach Coburg. Wegen der hohen Verschuldung des Landes wurde von Kaiser Joseph II. 1773 eine Debitkommission zur Zwangsschuldenverwaltung eingesetzt, die über dreißig Jahre arbeitete. Die Kommission wurde zunächst von Prinz Joseph Friedrich von Sachsen-Hildburghausen, später von Herzog Ernst II. von Sachsen-Gotha geleitet. Ernst Friedrich wurden 12.000 Taler jährliche Einkünfte gelassen. Der Herzog führte 1768 die Zahlenlotterie ein, um Zucht- und Waisenhaus finanziell zu unterstützen. Ebenso förderte er die Landwirtschaft. Als sein Kammerjunker fungierte der Schriftsteller Moritz August von Thümmel.